# Алба (жудец)
Жуде́ц А́лба (рум. Județul Alba) — жудец в Трансильвании (Румыния).

## География
Жудец занимает площадь в 6242 км², 59 % территории жудеца занимают горы.
Граничит с жудецами Сибиу и Муреш на востоке, Бихор и Арад на западе, Клуж на севере и Хунедоара на юго-западе.
На территории жудеца находится одна из крепостей даков в горах Орэштие, включённых в список Всемирного наследия ЮНЕСКО.

## Население
Согласно данным переписи 2021 года, население жудеца составляло 325 941 человек, плотность населения — 52,21 чел./км².
| Год  | Население |
| ---- | --------- |
| 1948 | 361 062   |
| 1956 | 370 800   |
| 1966 | 382 786   |
| 1977 | 409 634   |
| 1992 | 413 919   |
| 2002 | 382 747   |
| 2007 | 376 086   |
| 2011 | 327 224   |
| 2016 | 380 976   |
| 2021 | 325 941   |

## Административное деление
В жудеце находятся 4 муниципия, 7 городов и 65 коммун.

### Муниципии
- Алба-Юлия (Alba Iulia)
- Аюд (Aiud)
- Блаж (Blaj)
- Себеш (Sebeş)

### Города
- Абруд (Abrud)
- Бая-де-Арьеш (Baia de Arieş)
- Кымпени (Câmpeni)
- Куджир (Cugir)
- Окна-Муреш (Ocna Mureş)
- Теюш (Teiuş)
- Златна (Zlatna)